# Triada Hutchinsona

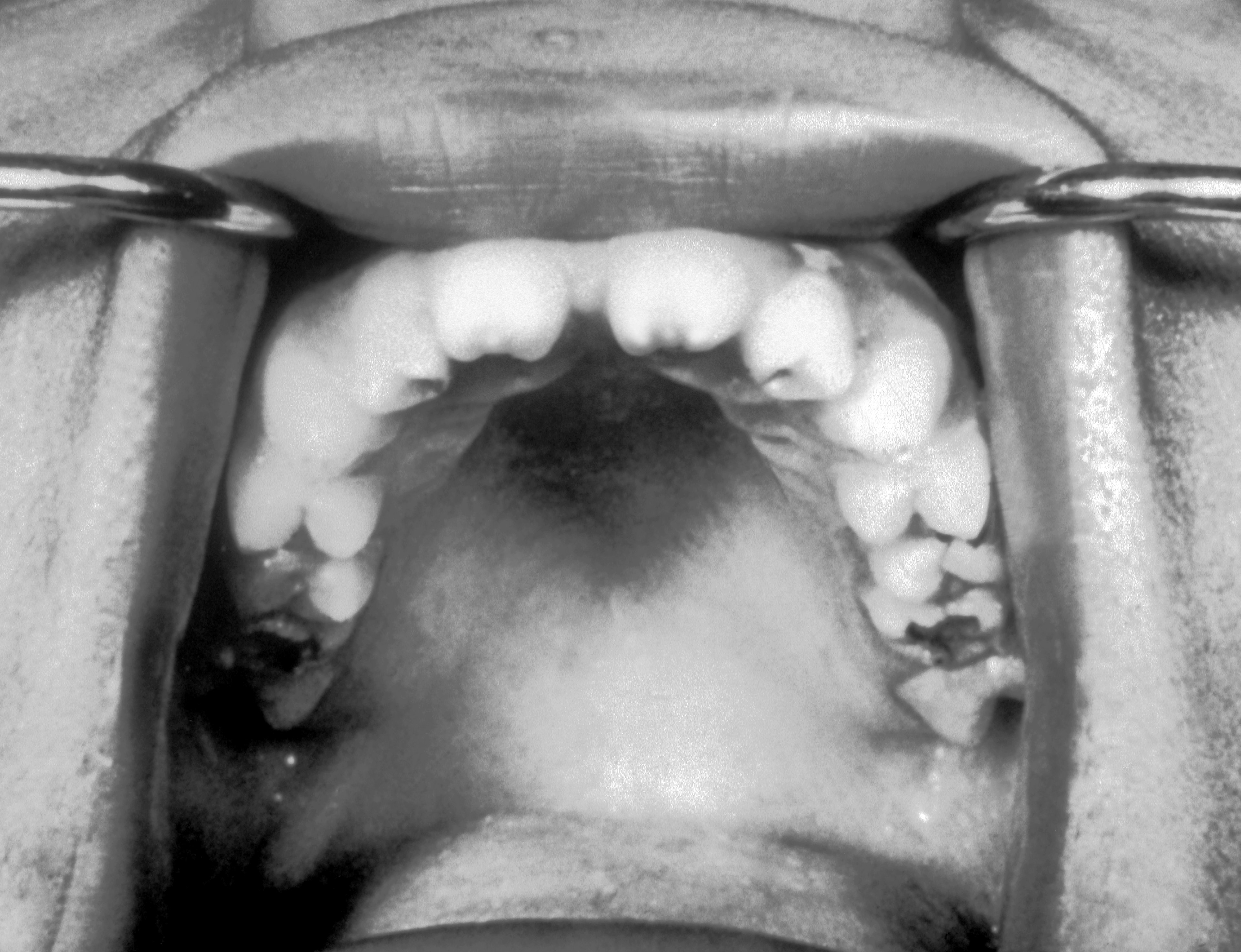
Wcięcia na siekaczach, nazywanych zębami Hutchinsona, które są charakterystyczne dla kiły wrodzonej

Triada Hutchinsona – określenie charakterystycznych objawów kiły wrodzonej (lues congenita):
- zęby Hutchinsona – szeroko rozstawione, zagłębione górne siekacze i trzonowce w kształcie owoców morwy, czyli zęby z licznymi, ale słabo wykształconymi guzkami
- głuchota związana z uszkodzeniem nerwu słuchowego (surditas),
- zapalenie miąższowe rogówki (keratitis parenchymatosa) prowadzące do bielma (leukoma)

Nazwa eponimiczna upamiętnia angielskiego lekarza Jonathana Hutchinsona (1828–1913).